# Škoda Kodiaq
Škoda Kodiaq — среднеразмерный кроссовер (относится к европейскому J-сегменту), выпускающийся с 2016 года чешским автопроизводителем Škoda Auto.
Является наиболее крупным кроссовером в модельной гамме Škoda Auto, предлагается как в пяти-, так и в семиместной конфигурации. Серийная версия была представлена 1 сентября 2016 года в Берлине. Автомобиль имеет в своей основе модульную платформу Volkswagen Group MQB-A2, которую делит с такими моделями, как: Volkswagen Tiguan, Volkswagen Tayron, Volkswagen Teramont, Audi Q3, SEAT Tarraco, имеющими большое число одинаковых узлов.

## История появления автомобиля

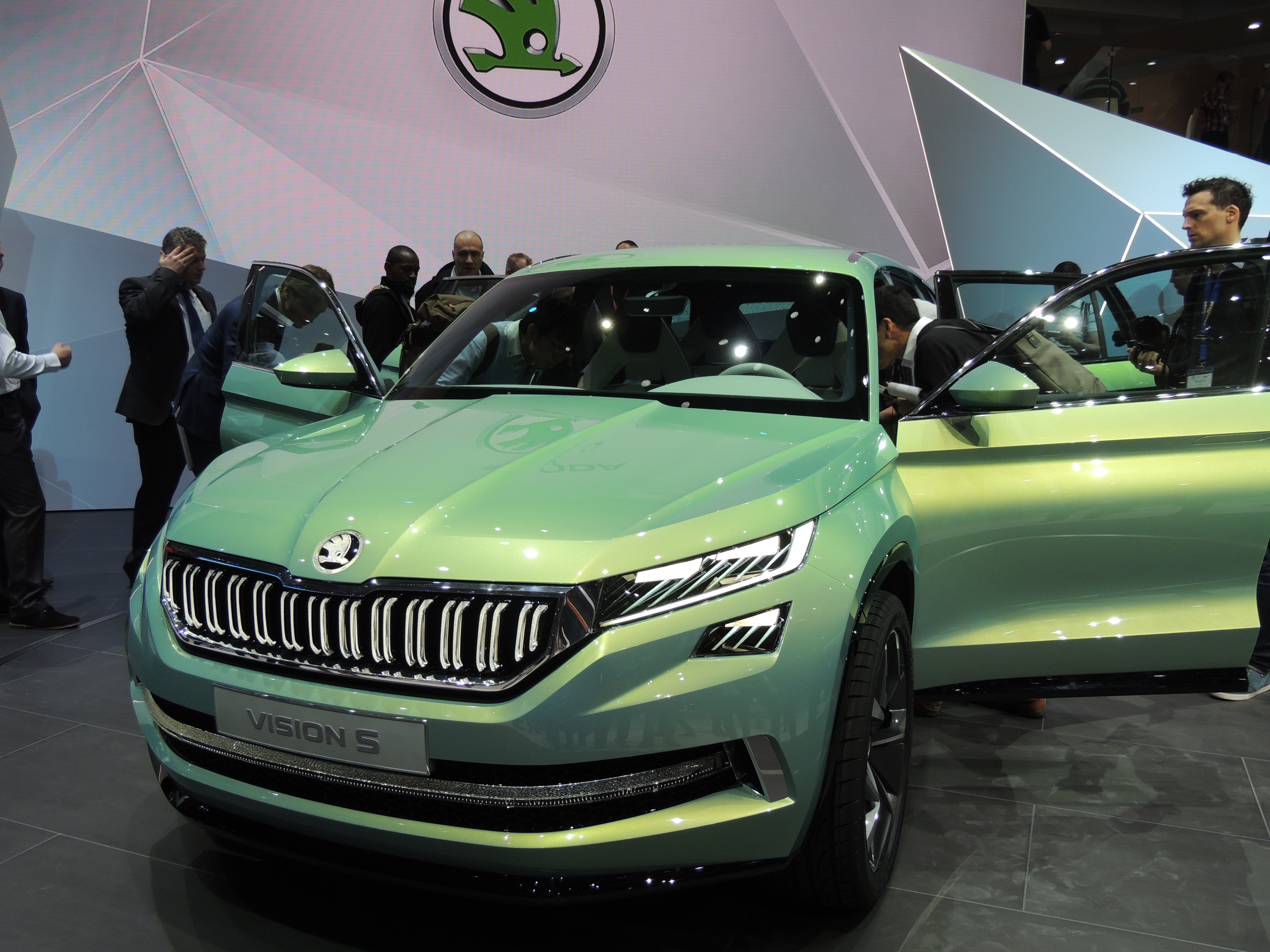
Škoda VisionS на Женевском автосалоне-2016

Первые сведения о том, что Škoda Auto готовит более крупный кроссовер, чем Škoda Yeti, появились в начале 2011 года. Через два года стали появляться первые подробности о возможной платформе, планируемых силовых агрегатах, а также было озвучено предполагаемое имя модели — Snowman. Фотошпионы впервые заметили тестирование мула в начале 2015-го. Внешние панели кузова напоминали о Yeti, но машина была значительно крупнее. В самом конце этого года появились дополнительные технические подробности, названы точные даты предстоящих премьер, и впервые было озвучено новое возможное имя — Kodiak, в честь одноимённого подвида бурого медведя, обитающего на американском острове Ка́дьяк у побережья Аляски.

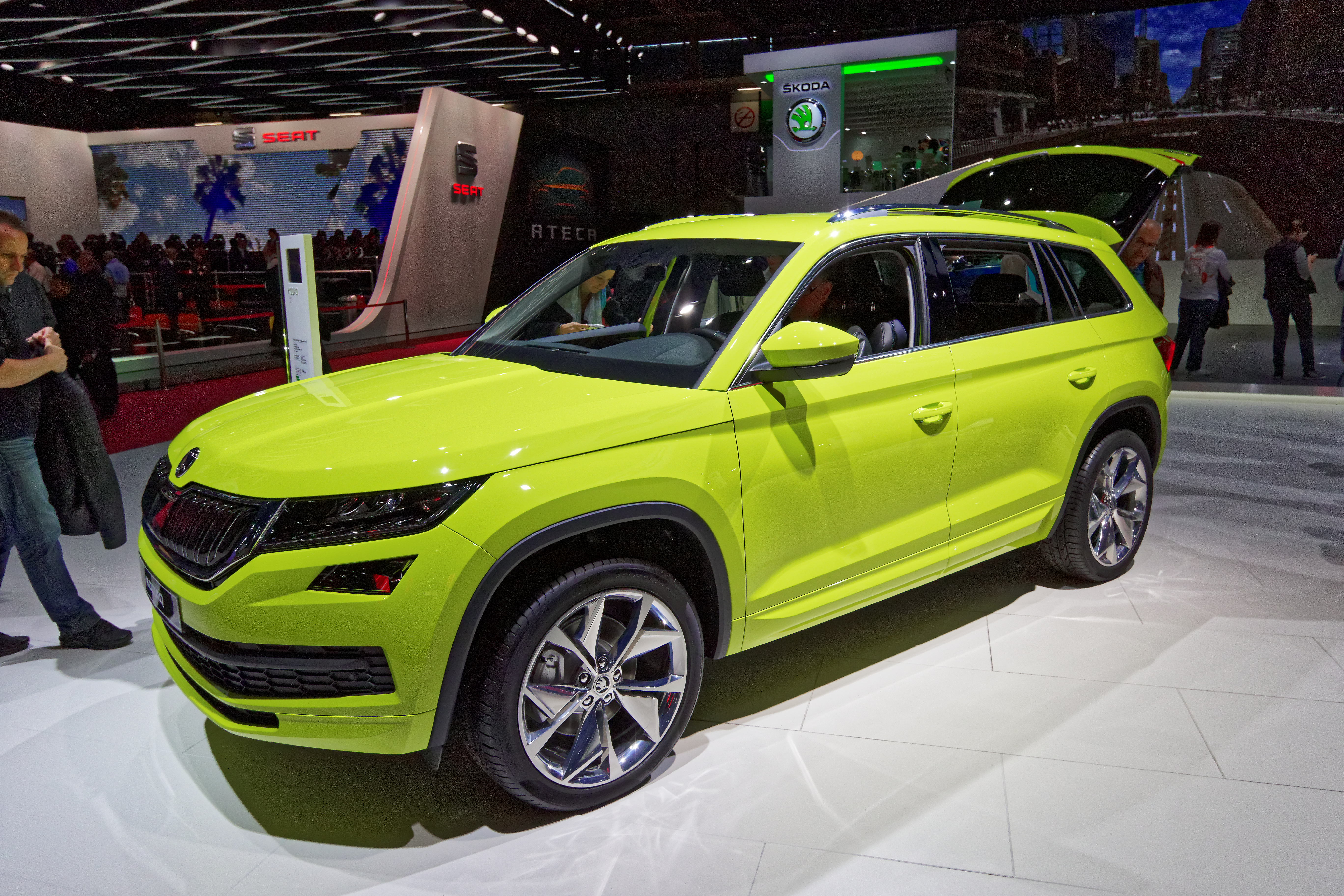
Škoda Kodiaq на Парижском автосалоне-2016

В начале февраля 2016 года Škoda Auto официально представила эскизы концепт-кара Škoda VisionS, который был назван прямой предтечей будущего серийного кроссовера. Через несколько недель, гибридный VisionS продемонстрировали публике на Женевском автосалоне. Были объявлены примерные даты начала продаж на разных рынках, и заявлено, что серийный кроссовер получит в первую очередь бензиновые и дизельные двигатели. Предсерийный кроссовер, под именем A-Plus, представили 12 апреля 2016 года в Млада-Болеславе, во время празднования 25-летнего юбилея вхождения Škoda Auto в состав Volkswagen Group, с участием премьер-министра Чехии Богуслава Соботка и генерального директора Volkswagen Group Маттиаса Мюллера. Тогда же было объявлено, что в основе новинки лежит платформа Volkswagen Group MQB, модель будет называться Kodiaq, к этому времени 47 прототипов прошли на тестах уже более 700 тысяч км, производство кроссовера начнётся осенью на заводе в чешских Квасинах, сразу после всемирной презентации модели, а европейские продажи запланированы на конец года.
После этого компания в течение нескольких месяцев демонстрировала изображения отдельных элементов экстерьера и интерьера. А мировая премьера серийного Kodiaq состоялась 1 сентября 2016 года на специальном мероприятии в Берлине. Окончательные технические подробности, комплектации и цены были озвучены ещё через месяц, во время прошедшего в октябре 2016 года Парижского автосалона, вскоре после которого начались европейские продажи модели.
Производство «Кодиака» изначально было налажено в чешских Квасинах. В дальнейшем сборку модели разной степени локализации развернули также в России (на мощностях Горьковского автозавода в Нижнем Новгороде), Китае (на заводах Shanghai Volkswagen), Индии (на заводе Škoda Auto India), Украине (на заводе «Еврокар»), Казахстане (на заводе Азия Авто).

## Описание модели
В основе автомобиля лежит модульная платформа Volkswagen Group MQB, Kodiaq стал вторым кроссовером выполненным с её использованием, после Volkswagen Tiguan второго поколения. При этом чешская модель изначально получила увеличенную колёсную базу и длину по сравнению с ним (2791 мм и 4697 мм, соответственно, это больше на 110 и 210 мм, чем у «Тигуана»), что позволило разместить дополнительный третий ряд сидений, а число возможных мест довести с пяти до семи. Позже длиннобазная версия появилась и у немецкой модели, под названием Volkswagen Tiguan Allspace. В то же время, под руководством главного дизайнера Йозефа Кабана Kodiaq получил полностью оригинальный облик как экстерьера, так и интерьера. Йозеф продолжил обыгрывать тему острых граней специфической формы, напоминающих о богемском хрустале, в различных элементах кузова, салона, светотехники.

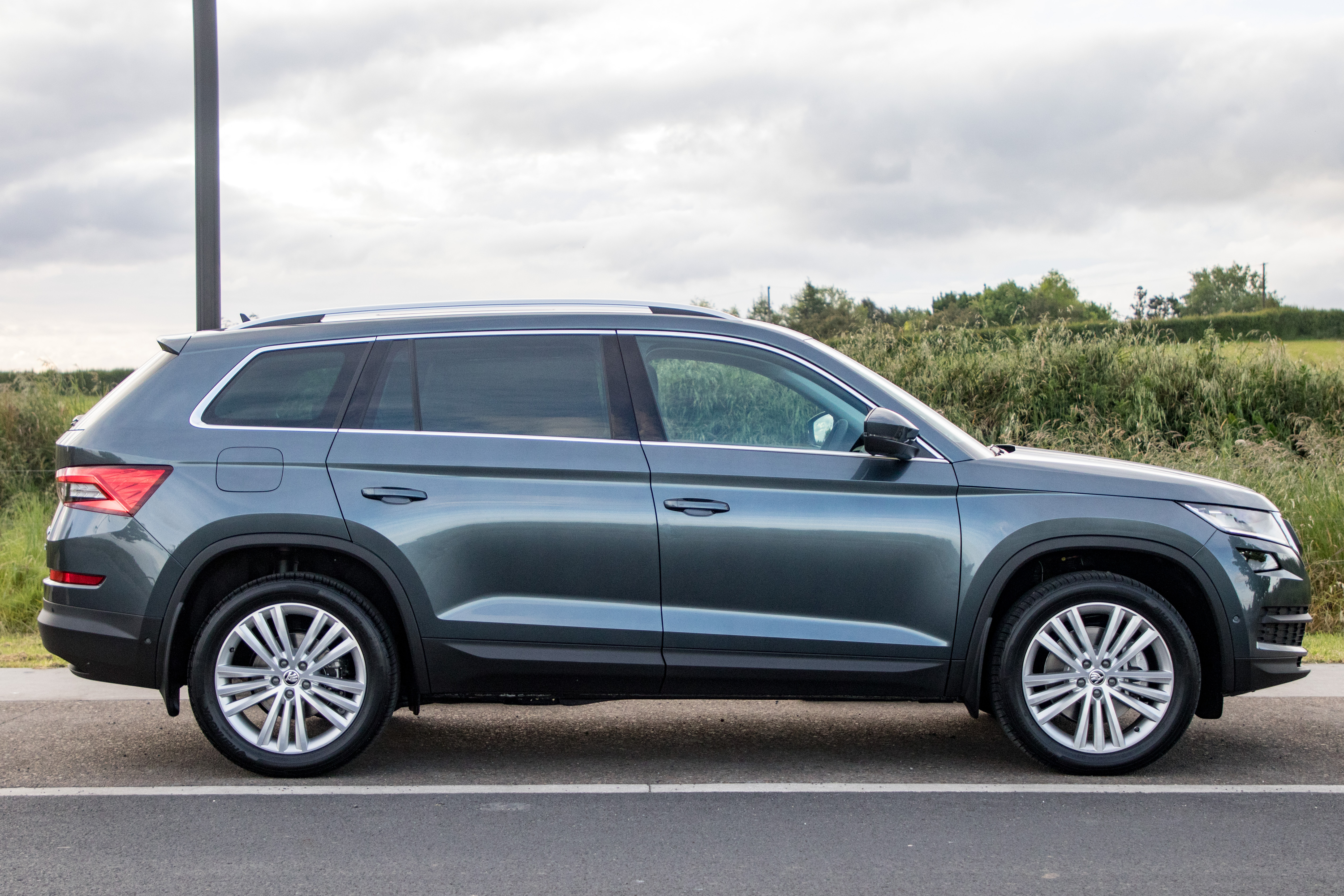
Škoda Kodiaq в профиль

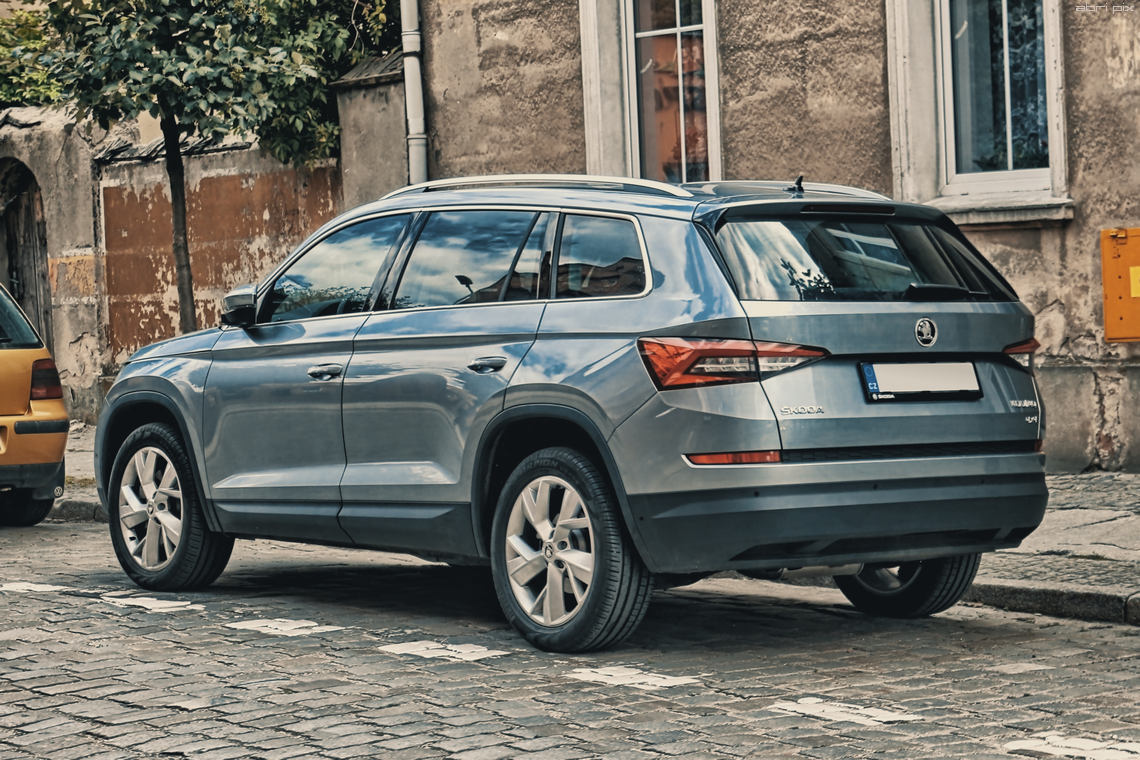
Škoda Kodiaq, вид сзади

При своём дебюте Kodiaq получил пять 4-цилиндровых турбодвигателей группы Volkswagen, три бензиновых: 1.4 TSI (125 л. с.), 1.4 TSI (150 л. с.) и 2.0 TSI (180 л. с.), а также два дизельных: 2.0 TDI (150 л. с.) и 2.0 TDI (190 л. с.). С моторами сочетались три коробки передач: 6-ступенчатая механическая и 6- или 7-ступенчатая роботизированная DSG. Привод на передние или на все четыре колеса (при помощи многодисковой муфтой с электронным управлением производства компании BorgWarner). Подвеска — независимая, пружинная, MacPherson спереди, сзади — многорычажная. Рулевое управление с электроусилителем. Все тормоза — дисковые, передние — вентилируемые. Kodiaq стал первой моделью Škoda, для которой по заказу стало доступно адаптивное шасси DCC с электронно-управляемыми амортизаторами. Диаметр доступных колёсных дисков варьируется от 17 до 20 дюймов.
В зависимости от комплектации и рынка сбыта, в оснащение модели могут входить: передние сиденья с памятью, передние и задние сиденья с подогревом, трёхзонный климат-контроль, цифровая приборная панель, несколько медиасистем на выбор, навигационная система, камеры кругового обзора, высокоскоростной доступ в интернет по Wi-Fi, беспроводная индуктивная зарядка смартфона, совмещенная с функцией усиления сигнала через внешние антенны автомобиля, панорамный люк в крыше с электроприводом, автономный стояночный отопитель с функцией дистанционного управления, система помощи при парковке, светодиодные фары и фонари, розетка на 230 В в задней части автомобиля, электропривод пятой двери с бесконтактным открыванием ногой (так называемая «виртуальная педаль»), бесключевой доступ с датчиком движения. Из стандартных и опциональных средств безопасности: электронная система стабилизации, электронная имитация блокировки межколёсного дифференциала EDL / XDS+, электрический стояночный тормоз, до 9 подушек безопасности, радарная система контроля дистанции и автоматического торможения, адаптивный круиз-контроль, распознавание дорожных знаков при помощи камер, датчик падения давления в шинах, ассистент перестроения (контролирующий слепые зоны), система помощи маневрирования автомобиля с прицепом, система подготавливающая машину в ситуации которую электроника рассматривает как предаварийную: подтягивает ремни безопасности, закрывает стёкла дверей и люк в крыше и т. д. Благодаря опционному складывающимся переднему пассажирскому креслу, в салоне можно укладывать по диагонали предметы длиной до 2,8 м. Также для владельцев Kodiaq в стандартном исполнении и за дополнительную плату доступно множество так называемых «Простых гениальных решений» (Simply Clever), приятных мелочей, которые помогают в различных повседневных ситуациях. Например: выезжающая резиновая защита дверных кромок (на ряде версий), скребок для льда под заправочным лючком, в торцах передних дверей есть специальные ниши с дренажем — для фирменных зонтов, в задней части салона — держатель для планшета, опциональные подголовники для сна, всевозможные кармашки для мелких вещей (до 27 отделений, карманов и держателей бутылок, общий объём которых превышает 30 л) и многое другое.

## Scout, Sportline, RS и GT
На Женевском автосалоне, в марте 2017 года, всего через несколько месяцев после начала производства, появились два новых исполнения. Kodiaq Scout стал лучше приспособлен для внедорожных поездок. Он бывает только полноприводным, со всеми доступными для таких версий двигателями и коробками передач. Дорожный просвет у него составляет не менее 194 мм (у стандартной версии от 187 мм). Угол въезда и съезда стал составлять 22 и 23,1 градуса против 19 и 15,5 соответственно, у базового варианта. Кроме того, под днищем «Скаута» установлена дополнительная защита агрегатов, тормозных и топливных магистралей. Внешне эту версию отличают серебристые накладки на бамперах и зеркалах заднего вида, 19-дюймовые колёса оригинального дизайна. Внутри — вставки на передней панели «под дерево», резино-металлические накладки на педалях, фирменные накладки на порогах, сидения с комбинированной обивкой кожа/алькантара. Версия Kodiaq Sportline имеет такой же выбор силовых агрегатов, но при этом получила ряд акцентов, спортивной направленности. Бамперы и боковые накладки полностью окрашены в цвет кузова, решетка радиатора и корпуса наружных зеркал сделаны зачернёнными, 19-дюймовые легкосплавные диски колёс также получили оригинальный дизайн. В салоне размещены спортивные передние кресла от Octavia RS с интегрированными подголовниками, в оригинальном дизайне выполнены — комбинированная обивка из кожи и алькантары, накладки на педали из нержавеющей стали, спортивный руль, декоративные накладки на переднюю панель «под карбон». Обе версии обильно украшены специальными логотипами, с названиями соответствующих исполнений.
Самая мощная и быстрая версия Kodiaq RS была представлена на Парижском автосалоне-2018. Место под капотом занял 2-литровый турбодизель с двумя турбокомпрессорами мощностью 240 л. с., с крутящим моментом 500 Нм. Привод только полный, а трансмиссия — 7-ступенчатая роботизированная DSG. Разгон с места до 100 км/ч занимает 7 секунд, максимальная скорость достигает 220 км/ч. Внешне RS отличается 20-дюймовыми колёсами с дисками Xtreme оригинального дизайна, передним и задним бамперами иной формы, чёрным декором деталей кузова вместо стандартного «хрома». В салоне разместились выполненные в спортивном стиле — кресла с интегрированными подголовниками и замшевой обивкой, руль с «подрезанной» нижней частью, металлические накладки на педалях. Существенно расширена стандартная комплектация, цифровая приборная панель стала стандартным оснащением, и включает дополнительный спорт-режим. Впервые на моделях компании появилась система Dynamic Sound Boost, которая с помощью динамиков аудиосистемы создаёт в салоне иллюзию агрессивного звука мотора. Несколько раньше, в июне 2018 года, на ещё предсерийном варианте модели был установлен рекорд прохождения трассы Нюрбургринг для семиместных машин. Круг длиной 20,832 км удалось преодолеть за 9 мин 29,84 сек. В 2019 году партия машин Kodiaq RS была закуплена для нужд британской полиции. Летом 2020 года производство дизельного RS было свёрнуто, но уже весной 2021 года дебютировала новая версия этой модификации. С двухлитровым 245-сильным бензиновым двигателем и обновленной КПП DSG.
На рынке Китая традиционно присутствуют версии, отличающиеся от европейских. Там не предлагаются дизельные варианты и наименее мощные из бензиновых. Начинается гамма турбомоторов с 1.8 TSI мощностью 180 л. с., за которым следует 2.0 TSI мощностью 220 л. с. В конце 2018 года был представлен купеобразный 5-местный Kodiaq GT, с укороченным на 63 мм (4634 мм) и более низким на 27 мм (1649 мм) кузовом, сохранившим ширину (1883 мм) и колёсную базу (2791 мм) обычного «Кодиака». Помимо 220-сильного варианта, двухлитровый турбодвигатель предлагается с отдачей в 186 л. с. Все китайские Kodiaq оснащаются только роботизированными коробками передач DSG, привод — передний или полный.

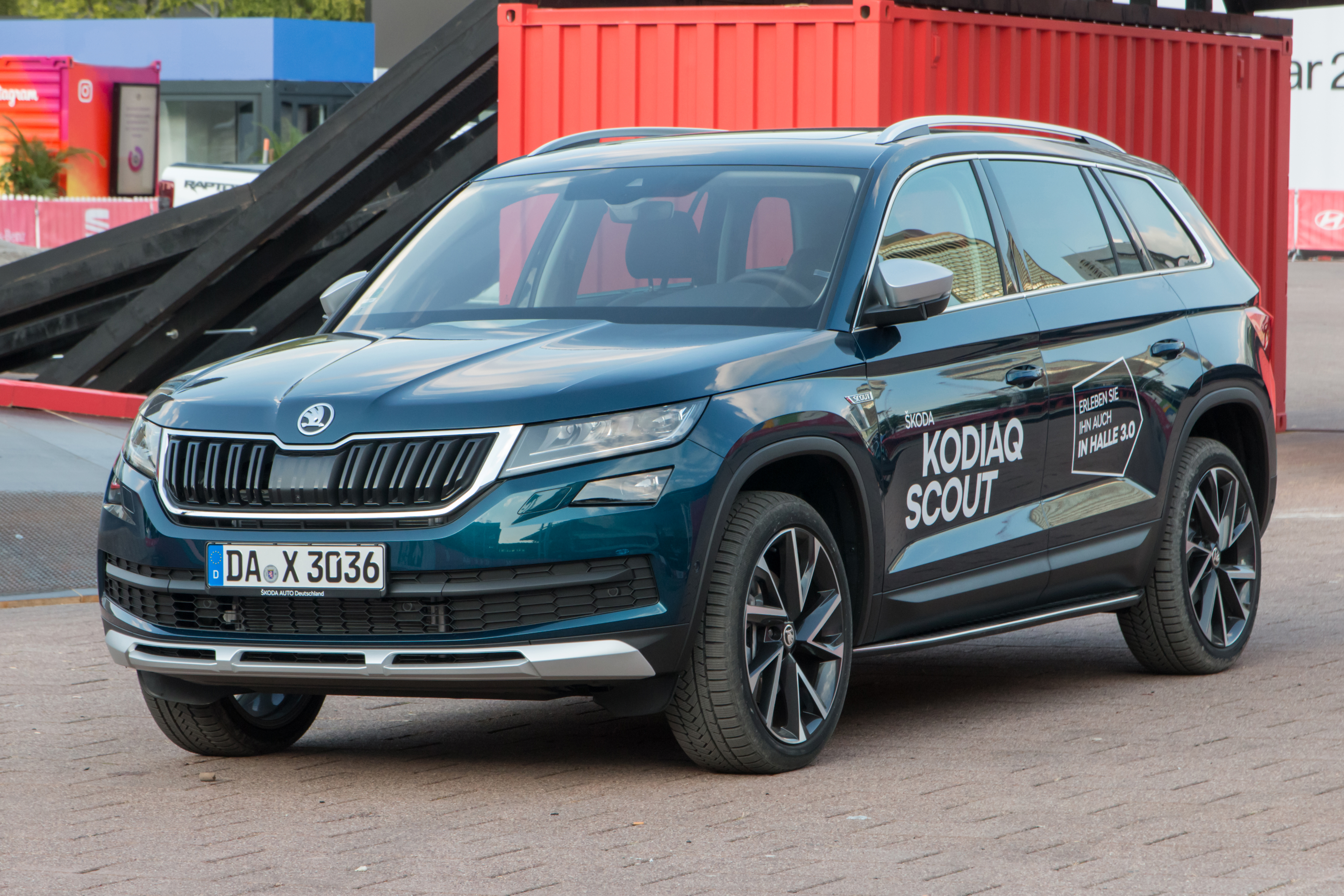
Škoda Kodiaq Scout
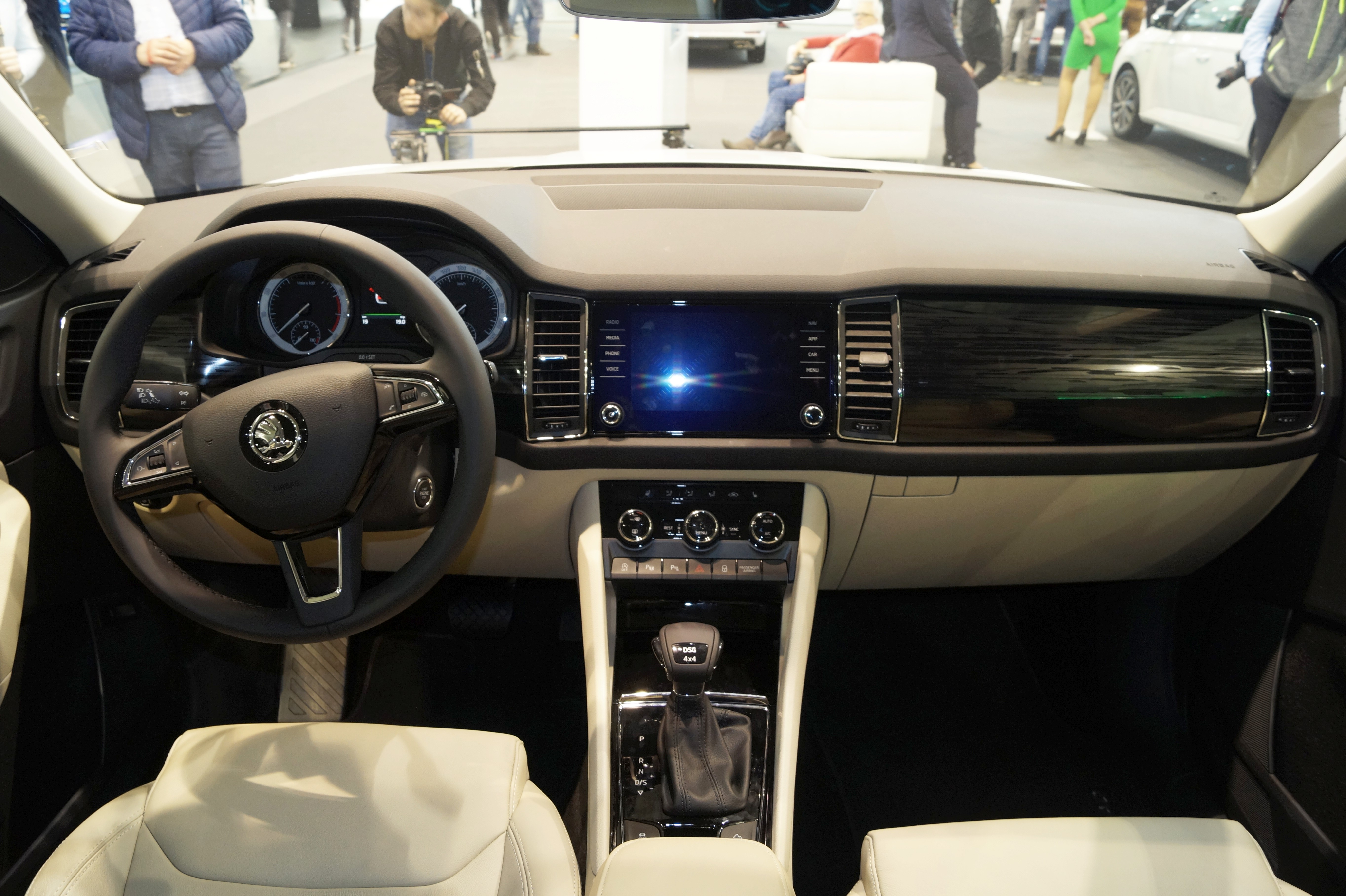
Интерьер Škoda Kodiaq
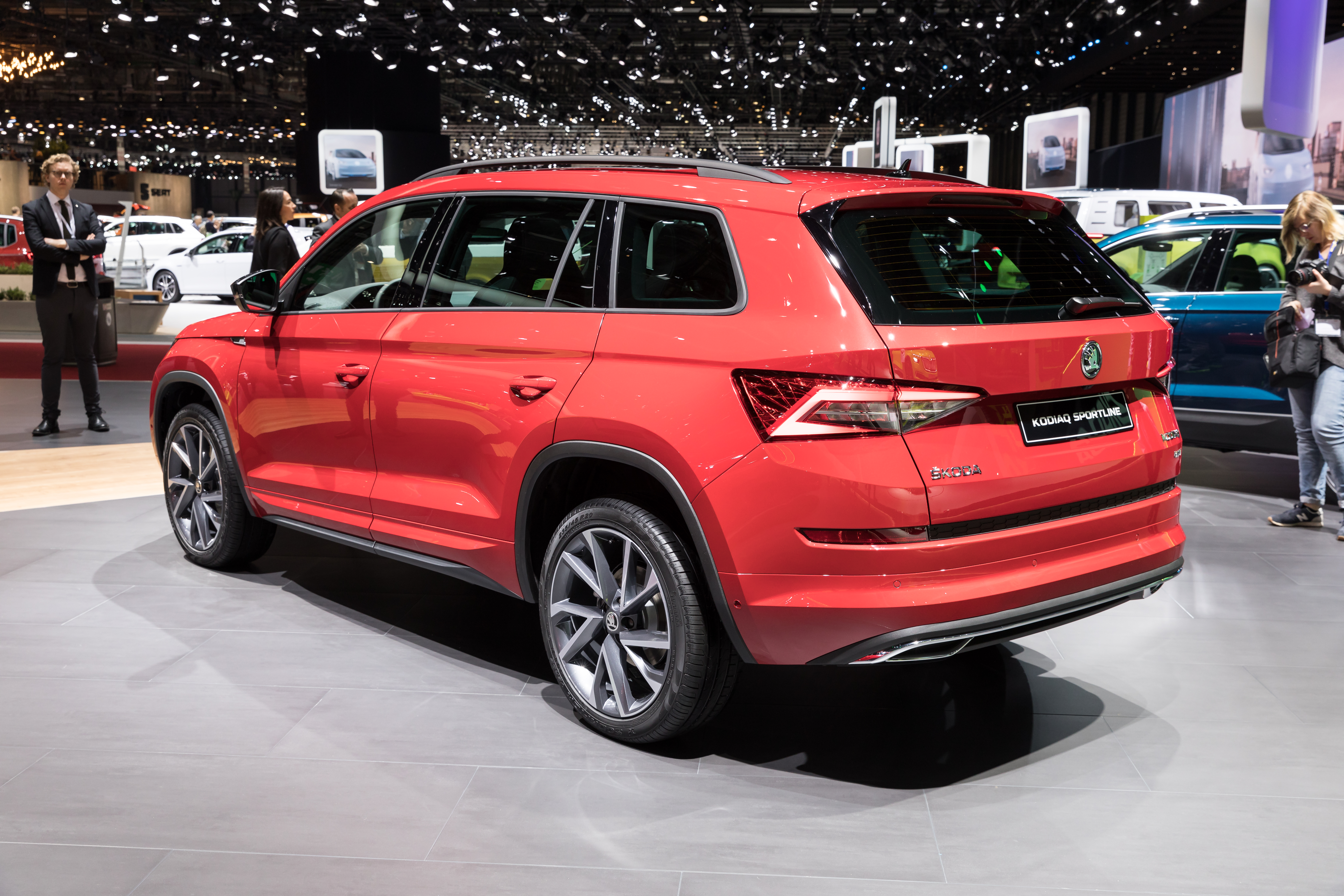
Škoda Kodiaq Sportline
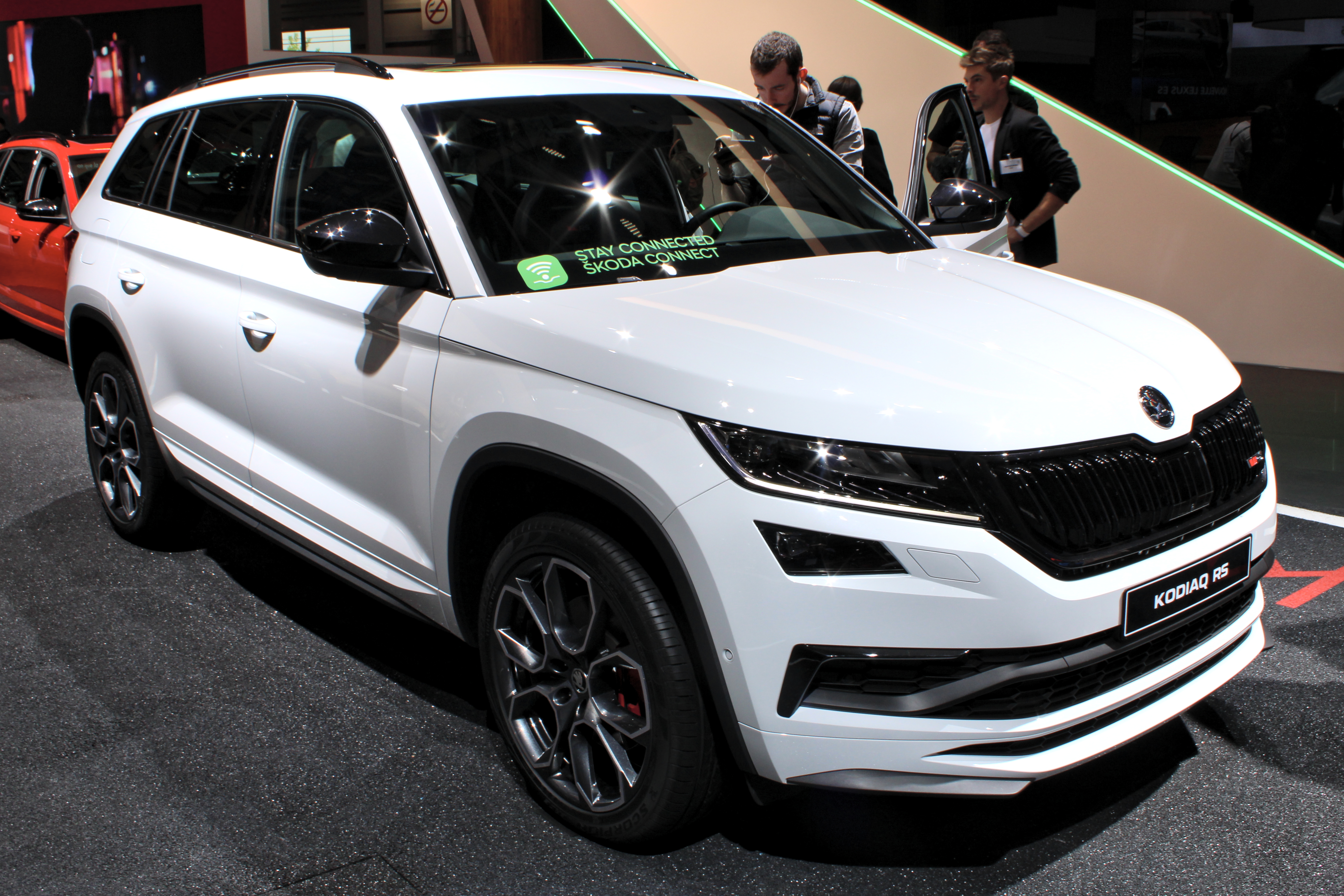
Škoda Kodiaq RS
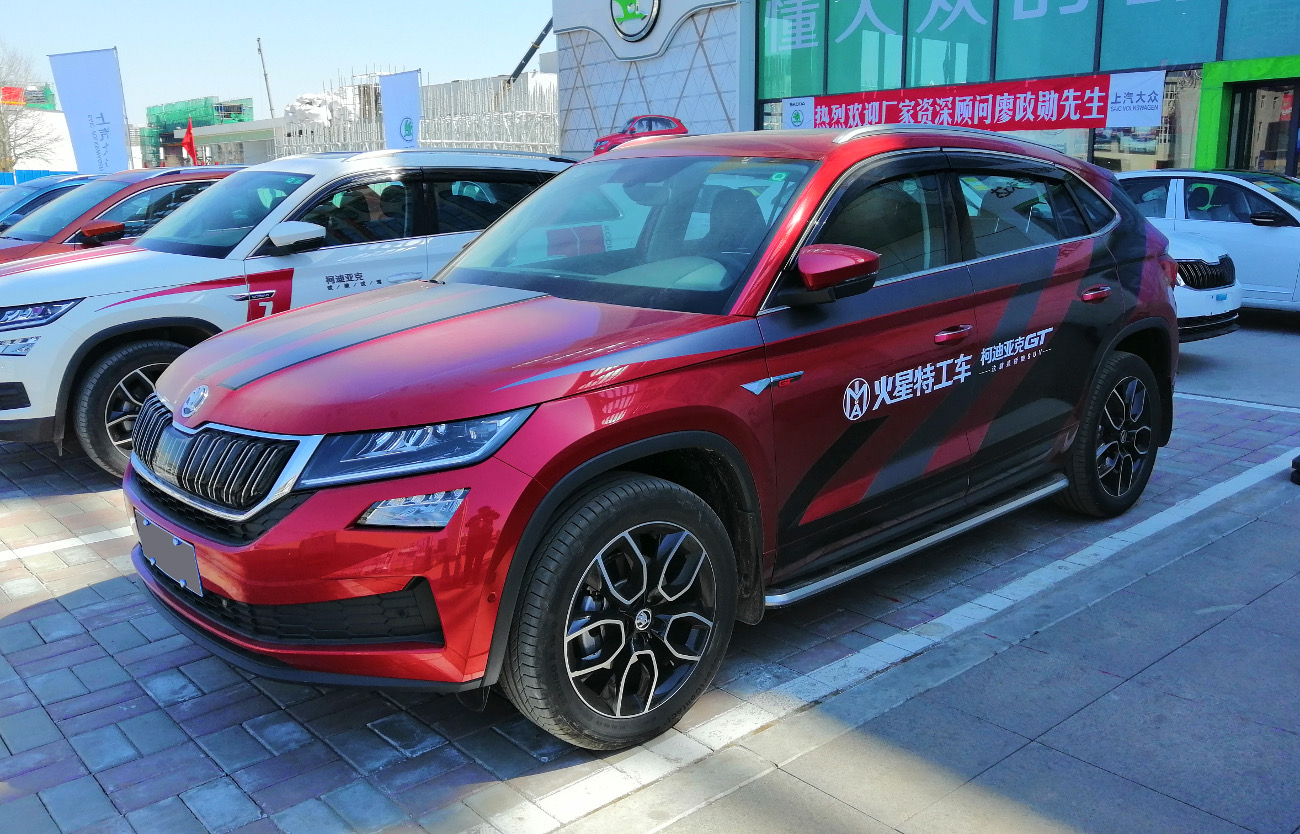
Škoda Kodiaq GT
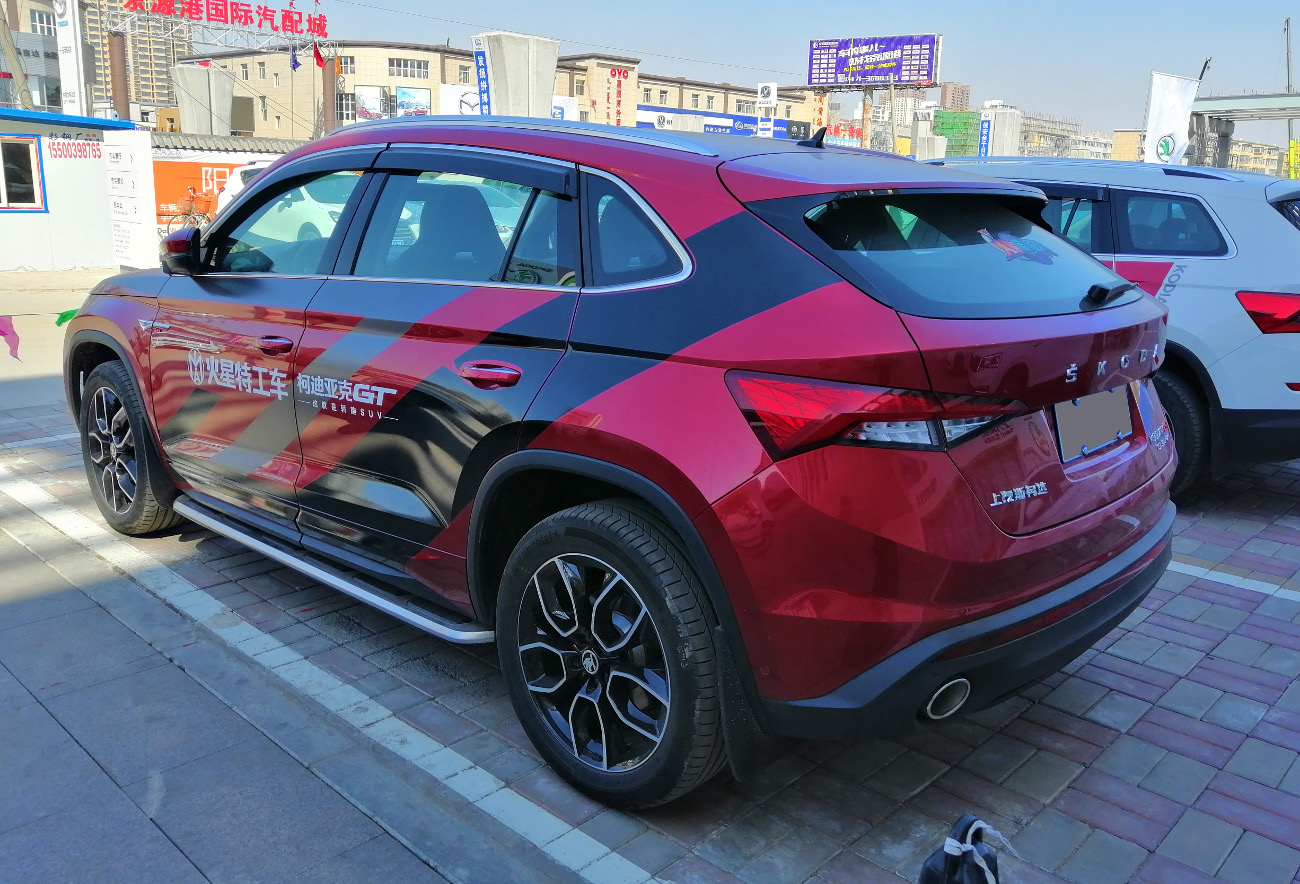
Škoda Kodiaq GT

## Рестайлинг 2021 года
Весной 2021 года состоялся дебют рестайлинговой версии модели. Обновлённый Kodiaq получил новую более крупную радиаторную решётку, иные бамперы, наружную светотехнику, колёсные диски. Более узкие фары головного света теперь даже в базовом оснащении светодиодные, а по заказу — матричные, способные менять форму светового пучка, чтобы исключить ослепление водителей других машин. Задние фонари также изменились, в новой стилистике марки Škoda. Дизайн интерьера изменился в меньшей степени. Добавился руль нового дизайна, расширена контурная подсветка салона, передняя панель на заказ теперь может быть отделана кожей, передние сиденья в качестве опции получили вибромассажёр, расширились возможности мультимедиасистем. Двигатели для европейского рынка не изменились в рабочем объёме, но после модернизации стали соответствовать более современным экологическим нормам Euro-6d. Большинство из них сохранили показатели мощности и крутящего момента, только мощность топового двухлитрового турбодизеля была повышена со 190 до 200 л. с. После перерыва в несколько месяцев в гамму вернулась «заряженная» модификация RS. Но под капотом у неё вместо 240-сильного двухлитрового битурбодизеля расположился бензиновый турбомотор мощностью 245 л. с. (он также легче на 60 кг) и новая версия коробки передач DSG, также с уменьшенным весом.

## В России

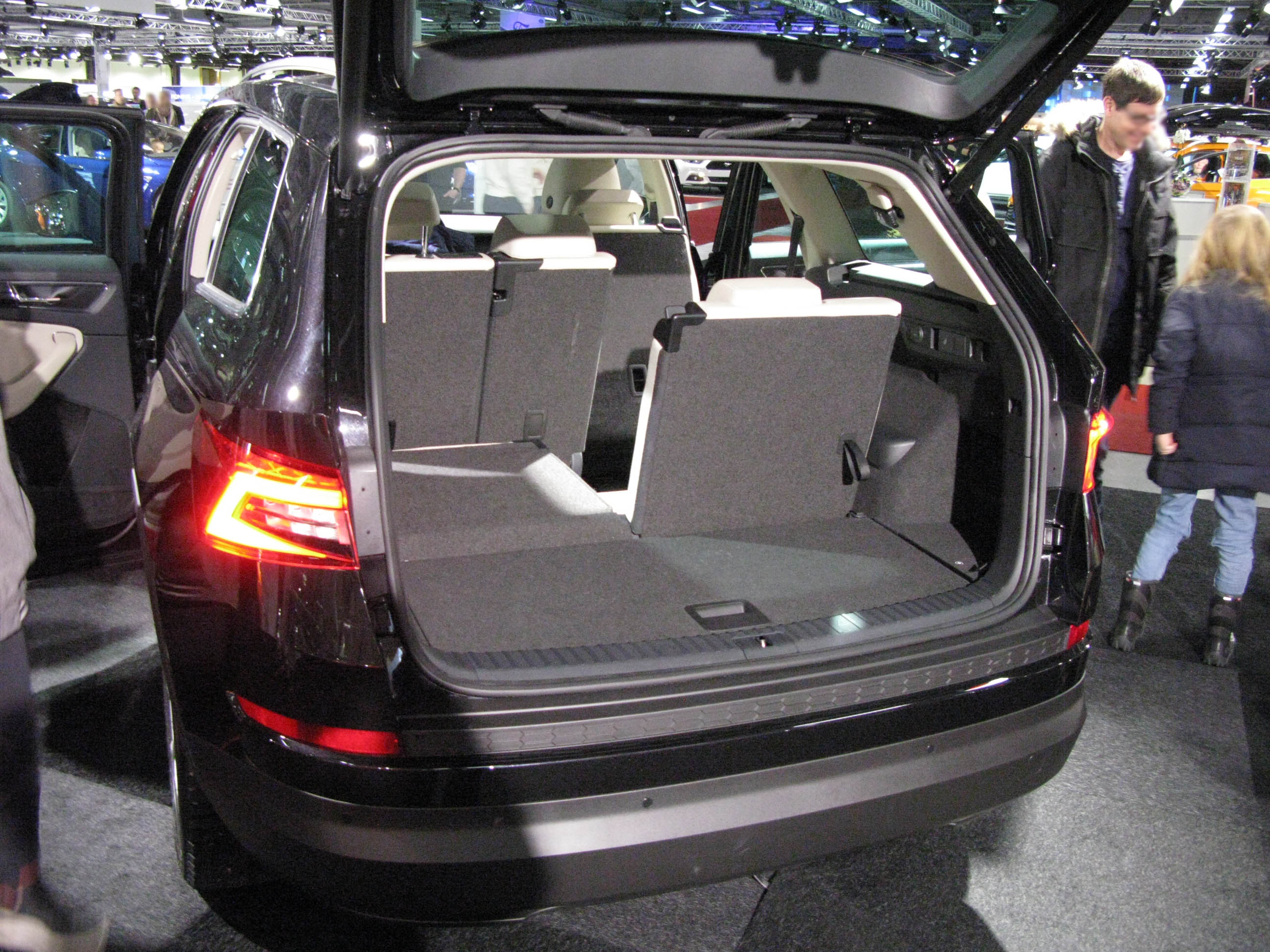
Škoda Kodiaq в 7-местном исполнении

Дебют модели на российском рынке состоялся летом 2017 года. Первоначально поставлялись только полноприводные машины чешской сборки с двумя бензиновыми двигателями: 1.4 TSI (150 л. с.) и 2.0 TSI (180 л. с.), а также с турбодизелем 2.0 TDI (150 л. с.). Коробки передач — только роботизированные 6- и 7-ступенчатые DSG. В феврале 2018 года производство полного цикла было развёрнуто в цехах Горьковского автомобильного завода, где также выпускаются другие модели Škoda, в рамках партнерского проекта между Volkswagen Group и «Группой ГАЗ». Одновременно с этим расширилась гамма предлагаемых модификаций. Появились версии с передним приводом, механической коробкой передач, базовым турбодвигателем 1.4 TSI мощностью 125 л. с. Локализация позволила также снизить розничные цены. Благодаря всем этим мерам произошёл существенный рост продаж. По данным издания drive.ru, основанным на статистике Ассоциации европейского бизнеса (АЕБ), уже по итогам 2018 года Kodiaq вошел в тройку лидеров российского рынка в сегменте среднеразмерных кроссоверов (D+), а по итогам 2019 года он стал лидером своего класса, и вошёл в топ-25 наиболее продаваемых моделей на рынке страны.
Чешский автопроизводитель имеет длительную историю поддержки турниров по хоккею с шайбой. Škoda с 1993 года непрерывно является генеральным спонсором чемпионата мира. Также Škoda поддерживает ряд турниров рангом ниже, например с 2011 года — Кубок Первого канала, являющийся этапом Еврохоккейтура. Кроме этого, проводит собственные турниры по хоккею с шайбой, например — Международный юношеский хоккейный турнир «Кубок Škoda», проводящийся в России с 2012 года. С 2010 года Škoda выступает партнёром Федерации хоккея России и национальной сборной страны. Поэтому на российском рынке для ряда моделей чешской марки, и в частности «Кодиака», предлагается специальная комплектация Hockey Edition. Ещё одна российская особенность — на все машины монтируется система экстренного реагирования при авариях «ЭРА-ГЛОНАСС».
| Продажи, шт. | Продажи, шт. |
| Год          | В России     |
| ------------ | ------------ |
| 2017         | 2086         |
| 2018         | 16233        |
| 2019         | 25069        |
| 2020         | 20578        |

## Безопасность
Автомобиль прошёл тест Euro NCAP в 2017 году:

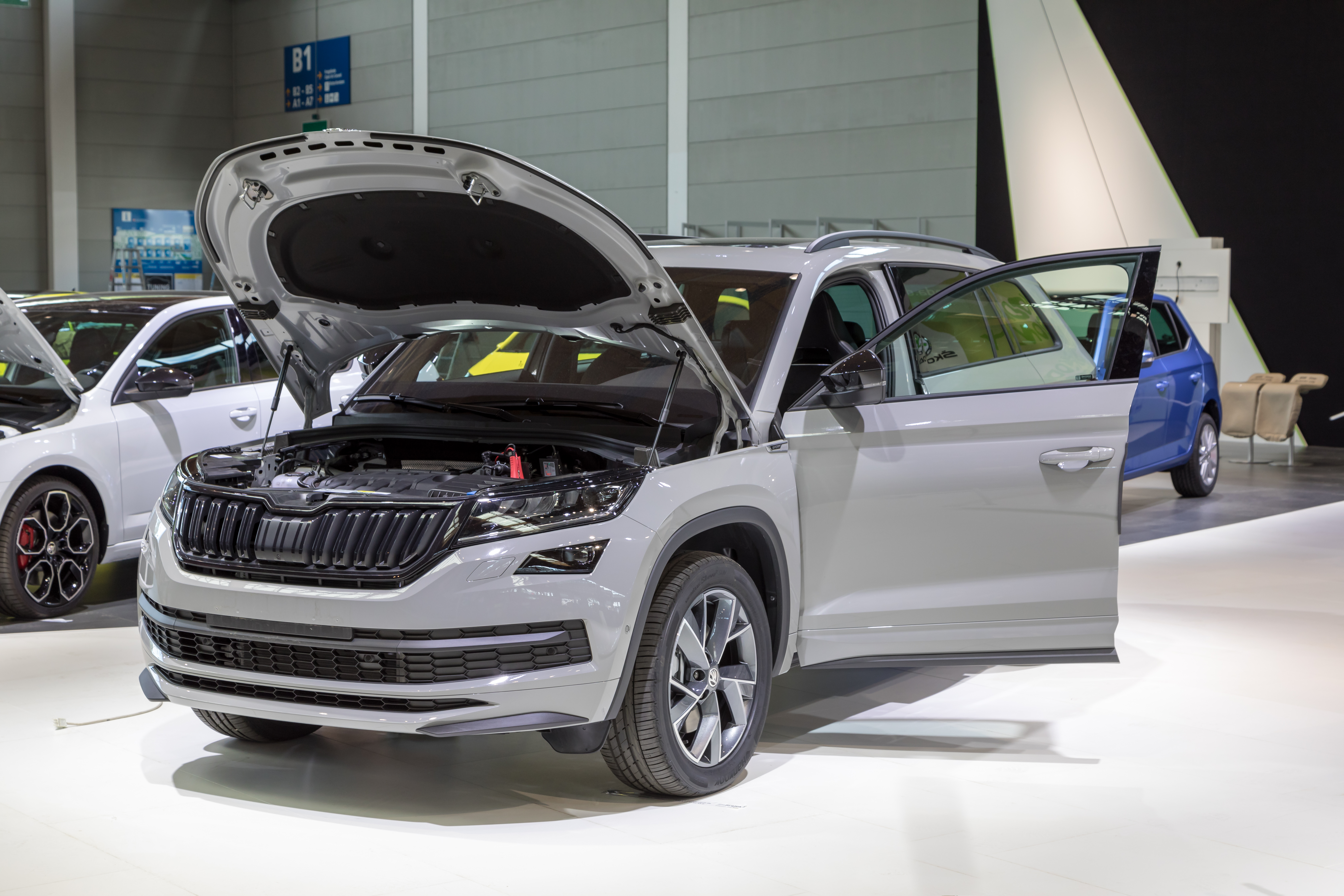

| Euro NCAP                                                            | Euro NCAP | Euro NCAP | Euro NCAP             |
| -------------------------------------------------------------------- | --------- | --------- | --------------------- |
| · общий рейтинг                                                      |           |           |                       |
| 92%                                                                  | 77%       | 71%       | 54%                   |
| взрослый пассажир                                                    | ребёнок   | пешеход   | активная безопасность |
| Протестированная модель: Škoda Kodiaq 2.0 TDI "Ambition", LHD (2017) |           |           |                       |

## Технические характеристики
Бензиновые двигатели
| Модель                          | Период выпуска | Объём, количество клапанов, особенности | Мощность при об/мин               | Крутящий момент при об/мин | Число передач и тип КПП | Макс. скорость | Разгон 0—100 км/ч [сек] | Расход топлива [л/100 км] | Выбросы CO2 [г/км] | Снаряженная масса [кг] |
| ------------------------------- | -------------- | --------------------------------------- | --------------------------------- | -------------------------- | ----------------------- | -------------- | ----------------------- | ------------------------- | ------------------ | ---------------------- |
| 1.4 TSI 92 kW Евро-5/6          | 2017—          | 1395 cc, 16V, TSI                       | 92 кВт (125 л. с.) при 5000—6000  | 200 Нм при 1400-4000       | 6-ступенчатая МКПП      | 190 км/ч       | 10,6                    | 6,6                       | 140                | 1559                   |
| 1.4 TSI 110 kW Евро-5/6         | 2017—          | 1395 cc, 16V, TSI                       | 110 кВт (150 л. с.) при 5000—6000 | 250 Нм при 1500—3500       | 6-ступенчатая DSG       | 198 км/ч       | 9,6                     | 6,9                       | 141                | 1615                   |
| 1.4 TSI 110 kW Евро-5/6 4x4     | 2017—          | 1395 cc, 16V, TSI                       | 110 кВт (150 л. с.) при 5000—6000 | 250 Нм при 1500—3500       | 6-ступенчатая МКПП      | 197 км/ч       | 9,8                     | 7,3                       | 153                | 1669                   |
| 1.4 TSI 110 kW Евро-5/6 4x4     | 2017—          | 1395 cc, 16V, TSI                       | 110 кВт (150 л. с.) при 5000—6000 | 250 Нм при 1500—3500       | 6-ступенчатая DSG       | 194 км/ч       | 9,9                     | 7,5                       | 164                | 1684                   |
| 1.5 TSI 110 kW Евро-6           | 2018—2021      | 1498 cc, 16V, TSI                       | 110 кВт (150 л. с.) при 5000—6000 | 250 Нм при 1500—3500       | 6-ступенчатая МКПП      | 200 км/ч       | 9,8                     | 5,7—5,9                   | 131—134            | 1549                   |
| 1.5 TSI 110 kW Euro-6d          | 2021—          | 1,5 л, 16V, TSI                         | 110 кВт (150 л. с.)               | 250 Нм                     | 6-ступенчатая МКПП      | 206 км/ч       | 9,8                     | 6,5                       | 148                | нд                     |
| 1.5 TSI 110 kW Евро-6           | 2018—2021      | 1498 cc, 16V, TSI                       | 110 кВт (150 л. с.) при 5000—6000 | 250 Нм при 1500—3500       | 7-ступенчатая DSG       | 198 км/ч       | 9,8                     | 5,7—5,9                   | 129—135            | 1581                   |
| 1.5 TSI 110 kW Euro-6d          | 2021—          | 1,5 л, 16V, TSI                         | 110 кВт (150 л. с.)               | 250 Нм                     | 7-ступенчатая DSG       | 205 км/ч       | 9,8                     | 6,8                       | 155                | нд                     |
| 2.0 TSI 132 kW Евро-5/6 4x4     | 2017—          | 1984 cc, 16V, TSI                       | 132 кВт (180 л. с.) при 3900—6000 | 320 Нм при 1400—3940       | 7-ступенчатая DSG       | 207 км/ч       | 8                       | 8,1                       | 168                | 1749                   |
| 2.0 TSI 140 kW Евро-6 4x4       | 2018—2021      | 1984 cc, 16V, TSI                       | 140 кВт (190 л. с.) при 4200—6000 | 320 Нм при 1500—4100       | 7-ступенчатая DSG       | 211 км/ч       | 7,5                     | 6,7—6,9                   | 153—159            | 1708                   |
| 2.0 TSI 140 kW Euro-6d 4x4      | 2021—          | 1984 cc, 16V, TSI                       | 140 кВт (190 л. с.)               | 320 Нм                     | 7-ступенчатая DSG       | 216 км/ч       | нд                      | 7,8                       | 178                | нд                     |
| 2.0 TSI 180 kW (RS) Euro-6d 4x4 | 2021—          | 2,0 л, 16V, TSI                         | 180 кВт (245 л. с.)               | нд                         | DSG                     | нд             | нд                      | нд                        | нд                 | нд                     |

Дизельные двигатели
| Модель                         | Период выпуска | Объём, количество клапанов, особенности | Мощность при об/мин               | Крутящий момент при об/мин | Число передач и тип КПП | Макс. скорость | Разгон 0—100 км/ч [сек] | Расход топлива [л/100 км] | Выбросы CO2 [г/км] | Снаряженная масса [кг] |
| ------------------------------ | -------------- | --------------------------------------- | --------------------------------- | -------------------------- | ----------------------- | -------------- | ----------------------- | ------------------------- | ------------------ | ---------------------- |
| 2.0 TDI 110 kW Евро-6          | 2017—2021      | 1968 cc, 16V, TDI, CR, DPF              | 110 кВт (150 л. с.) при 3500—4000 | 340 Нм при 1750—3000       | 7-ступенчатая DSG       | 198 км/ч       | 9,8                     | 4,8—5                     | 126—131            | 1679                   |
| 2.0 TDI 110 kW Euro-6d         | 2021—          | 2,0 л, 16V, TDI, CR, DPF                | 110 кВт (150 л. с.)               | 360 Нм                     | 7-ступенчатая DSG       | 200 км/ч       | нд                      | 5,3                       | 138                | нд                     |
| 2.0 TDI 110 kW Евро-6 4x4      | 2017—2021      | 1968 cc, 16V, TDI, CR, DPF              | 110 кВт (150 л. с.) при 3500—4000 | 340 Нм при 1750—3000       | 6-ступенчатая МКПП      | 197 км/ч       | 9,7                     | 5,1—5,2                   | 133—137            | 1725                   |
| 2.0 TDI 110 kW Евро-5/6 4x4    | 2017—          | 1968 cc, 16V, TDI, CR, DPF              | 110 кВт (150 л. с.) при 3500—4000 | 340 Нм при 1750—3000       | 7-ступенчатая DSG       | 194 км/ч       | 10,2                    | 6,2                       | 136—139            | 1773                   |
| 2.0 TDI 110 kW Euro-6d 4x4     | 2021—          | 2,0 л, 16V, TDI, CR, DPF                | 110 кВт (150 л. с.)               | 360 Нм                     | 7-ступенчатая DSG       | 200 км/ч       | нд                      | 5,8                       | 153                | нд                     |
| 2.0 TDI 140 kW Евро-6 4x4      | 2017—2021      | 1968 cc, 16V, TDI, CR, DPF              | 140 кВт (190 л. с.) при 3500—4000 | 400 Нм при 1750—3250       | 7-ступенчатая DSG       | 210 км/ч       | 8,4                     | 5,7                       | 143—152            | 1772                   |
| 2.0 TDI 147 kW Euro-6d         | 2021—          | 2,0 л, 16V, TDI, CR, DPF                | 147 кВт (200 л. с.)               | 400 Нм                     | 7-ступенчатая DSG       | 218 км/ч       | нд                      | 6,3                       | 165                | нд                     |
| 2.0 TDI 176 kW Евро-6 (RS) 4x4 | 2018—2020      | 1968 cc, 16V, TDI, CR, DPF              | 176 кВт (240 л. с.) при 4000      | 500 Нм при 1750—2500       | 7-ступенчатая DSG       | 221 км/ч       | 6,9                     | 6,3                       | 165                | 1895                   |

## Отзывы и награды
В ноябре 2016 года журнал Top Gear присвоил Škoda Kodiaq звание лучшего семейного автомобиля. В 2017 году кроссовер выиграл конкурсы «Автомобиль года» в Чехии, Польше и Болгарии, «Внедорожник года» в Китае и Франции, «Лучший полноприводный автомобиль года» в Германии, и получил специальный приз за дизайн Red Dot Design Award.
Kodiaq удостоился в целом высоких оценок от журналистов по итогам проведённых тест-драйвов, в сравнительных испытаниях с прямыми конкурентами Kodiaq неоднократно одерживал победу.

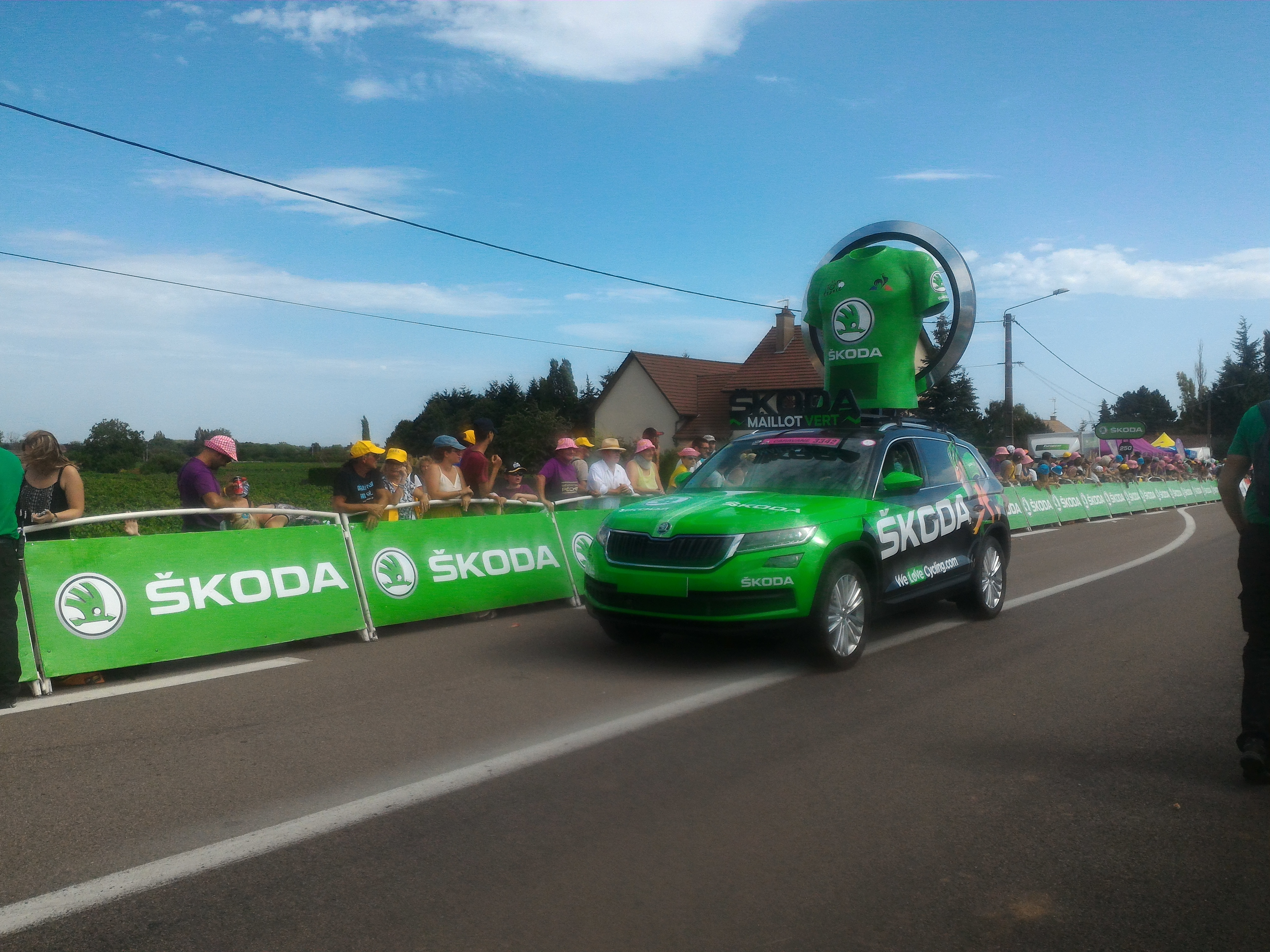
Škoda Kodiaq на трассе велогонки Тур де Франс 2017

## Автомобиль сопровождения в велогонках
Škoda является транспортным партнёром двух из трёх самых престижных соревнований в шоссейном велоспорте — Гранд Туров: Тур де Франс (с 2004 года) и Тур Испании (Вуэльта, с 2011 года). Во время проведения веломногодневок для организации и сопровождения гонок предоставляется до 250 автомобилей разных моделей. Плюс Škoda выступает спонсором награды за спринтерскую номинацию, обладатель которой получает «зелёную майку» (Green Jersey), и на Тур де Франс, и на Вуэльте. Это связано в том числе с историческими корнями, ведь компания Laurin & Klement (предшественник Škoda) начала свою деятельность в 1895 году с производства велосипедов. Поэтому как только Kodiaq вышел на рынок, то сразу же стал принимать участие в качестве автомобиля сопровождения в Гранд Турах. Причём на момент проведения Тур де Франс 2016 года модель ещё не была официально представлена, и поэтому она возглавляла пелотон велогонщиков в защитном камуфляже. После своего дебюта модель участвовала в Тур де Франс и Тур Испании уже без камуфляжа.

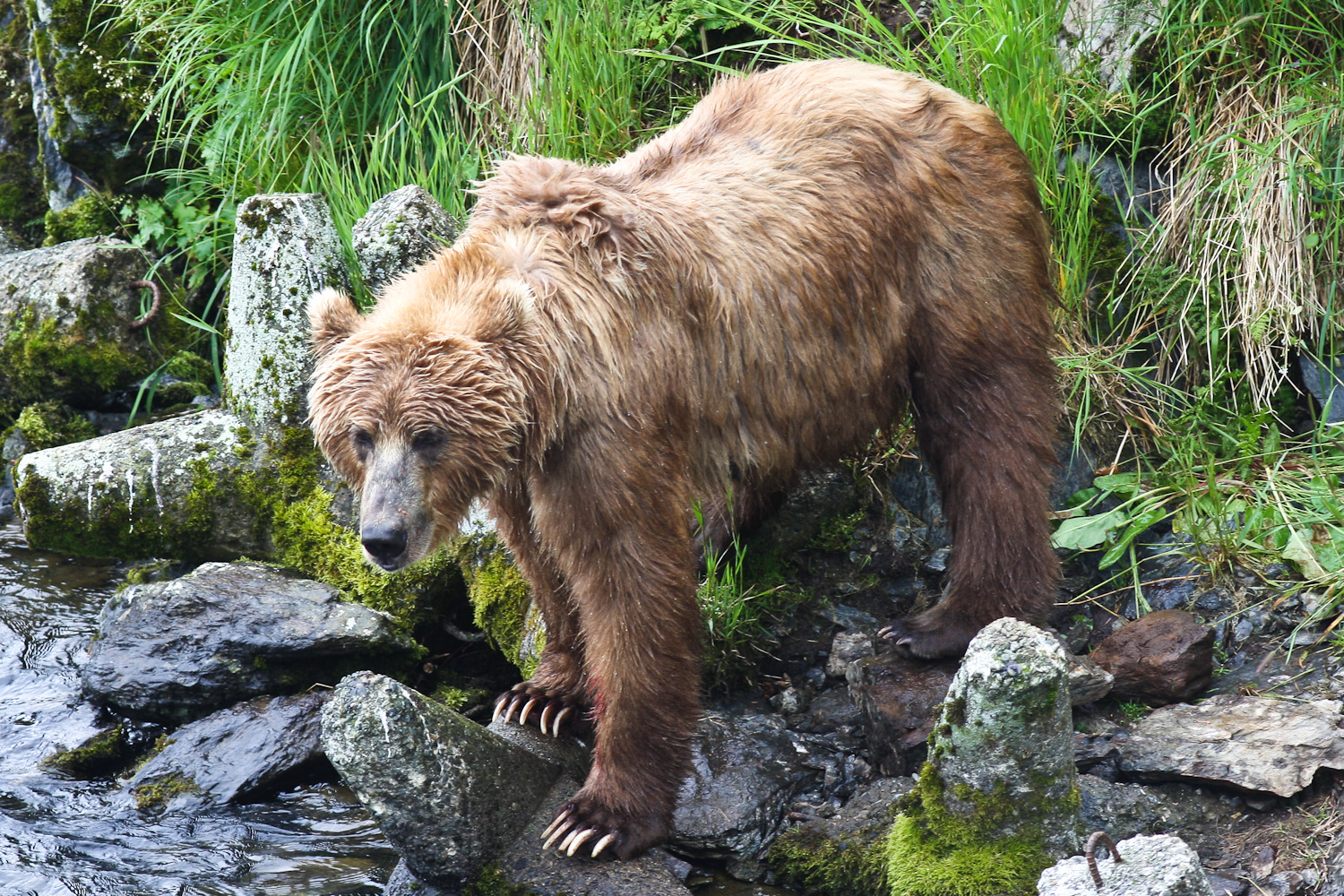
Медведь-кадьяк в естественной среде обитания

## Значение названия
Модель названа в честь аляскинского бурого медведя — кадья́ка, который в свою очередь получил имя в честь острова Ка́дьяк, на котором он обитает. По-английски животное называется kodiak, но аборигены местного племени алутиик именуют его taq uka ’aq, при этом буква q в конце слова традиционно используется в названиях животных. Поэтому Škoda Auto выбрала написание Kodiaq. Ассоциации с этим зверем по мнению компании должны символизировать как его мощь, так и семейную направленность в поведении: 

«Они живут мирно и сплочённо, формируют крепкие социальные связи, активно делятся друг с другом навыками и умениями, проводят время в играх. Некоторые медведи-кадьяки даже подсказывают соплеменникам лучшие рыбные места для охоты на лосося».
Одноимённый город, расположенный на острове Кадьяк, был переименован на один день (6 мая 2016 года) местными властями по случаю выпуска автомобиля (c Kodiak на Kodiaq).

## 2 поколение
Флагманский кроссовер чешского бренда стал больше и просторнее по сравнению со своим предшественником. Длина нового Kodiaq составляет 4758 мм, а колесная база — 2791 мм. Это делает его на 61 мм длиннее первого поколения и на 110 мм длиннее электрического Skoda Enyaq.